# Christmas Spirit... In My House
Christmas Spirit... In My House – EP Joeya Ramone'a wydana przez wytwórnię Sanctuary Records w 2002.

## Lista utworów
1. "Christmas (Baby Please Come Home)" (Jeff Barry/Ellie Greenwich/Phil Spector) – 3:26
2. "Merry Christmas (I Don't Want to Fight Tonight)" (Joey Ramone) – 4:27
3. "Spirit in My House" (Joey Ramone) – 2:02
4. "Don't Worry About Me" (Joey Ramone) – 3:56
5. "What a Wonderful World" (Joey Ramone/Robert Thiele Jr./George David Weiss) – 2:23

## Skład
- Joey Ramone – wokal
- Ronnie Spector – wokal
- Mickey Leigh – gitara, gitara basowa, dalszy wokal
- Daniel Rey – gitara
- Jesse Malin – gitara
- Danny Sage – gitara
- Sax-Ed Marion – saksofon
- Joe McGinty – instr. klawiszowe
- Tommy Mandell – instr. klawiszowe
- Andy Shernoff – gitara basowa
- Howie Pyro – gitara basowa
- Marky Ramone – perkusja
- Michael Wildwood – perkusja
- Steve Jordan – perkusja
- Frank Funano – perkusja
- Andy Korn – instr. perkusyjne